# Guitarra solista
El terme guitarra solista ("Lead Guitar", en anglès), és l'equivalent en català a la "primera guitarra", dins d'una banda, ja sigui de rock o de qualsevol altre estil musical. La guitarra solista (a vegades anomenada guitarra líder) és la que executa els solos quan un tema ho requereix. De la mateixa manera, guitarra rítmica (Rhythm Guitar, en anglès) equival a la "segona guitarra".
En l'actualitat, la distinció entre guitarra rítmica i guitarra solista ha perdut tota la seva importància, ja que en un grup hi ha més d'una guitarra, i és normal que es reparteixin entre ells la feina. En grups com The Rolling Stones no hi ha un guitarra solista sinó dues guitarres rítmiques, "guitarristes de riffs", que es reparteixen les intervencions segons el tema ho requereixi. En el cas dels Rolling Stones, Keith Richards ha declarat en innombrables entrevistes que practica "the ancient art of weaving". La traducció literal és "l'antic art de teixir". Keith es refereix a l'alternança de les dues guitarres com si fossin les dues agulles que van fent un teixit de manera alterna. El seu col·lega als Stones des de l'any 1975, Ron Wood, és el còmplice perfecte per aquesta manera de tocar.